# 景文科技大學
景文科技大學，籌設於1986年，位於臺灣新北市新店區安坑，為北部十五所科技大學之一。1990年成立景文工商專科學校，1998年改制景文技術學院，2007年2月升格為景文科技大學。

## 校史

### 景文工商專科學校（1986～1998）
- 1986年元月起，禮聘學者專家參與規劃，籌備設校。4月29日向教育部申請籌設，獲許可。
- 1987年2月23日，成立董事會，推選張萬利為董事長。
- 1988年5月辦妥財團法人登記。校慶定為11月22日。
- 1990年6月8日，獲教育部核准立案招生，並立名「景文工商專科學校」。
- 1992年設立夜間部。
- 1995年成立五專部。
- 1996年夜間部補校獲准成立開始招生。

### 景文技術學院（1998～2007）
- 1998年8月改制「景文技術學院」。
- 2000年爆發董事掏空校產之嚴重弊案，教育部介入並強制解散董事會。

### 景文科技大學（2007～）
- 2007年2月1日起奉教育部核准改名「景文科技大學」。
- 2019年創校30週年[4]。
- 電資學院與商管學院，整併為資訊科技與管理學院。

## 歷任董事長
| 任次     | 姓名   | 任期                 | 前職           | 後職           | 備註                                                            |
| -------- | ------ | -------------------- | -------------- | -------------- | --------------------------------------------------------------- |
| 第一屆   | 張萬利 | 1987-2000            |                |                | 創校董事長                                                      |
| 第六屆   | 王清峰 | 2002/7-2005/8/2      |                |                | 亦為第七屆董事                                                  |
| 第七屆   | 張文雄 | 2005/8/3-2008/9/15   | 龍華科大校長   | 景文科大董事長 |                                                                 |
| 第八屆   | 張文雄 | 2008/9/16-2016/4/3   | 景文科大董事長 | 任內逝世       | 連任/2016.4.3逝世                                               |
| 第九屆   | 劉顯達 | 2016/04/04-2016/6/20 | 景文科大董事   | 景文科大董事長 | 2016.4.4代理景文科大董事長/2016.5.4補選擔任第十屆景文科大董事長 |
| 第十屆   | 劉顯達 | 2016/7/17-2020/7/16  | 景文科大董事長 | 景文科大董事長 |                                                                 |
| 第十一屆 | 劉顯達 | 2020/7/17-2024/7/16  | 景文科大董事長 | 景文科大董事長 |                                                                 |
| 第十二屆 | 劉顯達 | 2024/7/17-2028/7/16  | 景文科大董事長 | 現任           |                                                                 |

## 歷任校長
| 任次   | 姓名   | 任期                  | 前職                 | 後職         | 備註                     |
| ------ | ------ | --------------------- | -------------------- | ------------ | ------------------------ |
| 第1任  | 林宗嵩 | 1990-2002/12/16       |                      |              | 創校校長                 |
| 第2任  | 朱雲鵬 | 2002/12/17-2003/09/07 | 中研院研究員         | 中研院研究員 | 亦為中央大學教授         |
| 第3任  | 周添城 | 2003/09/08-2006/07/31 | 景文講座教授         |              | 現為醒吾科技大學教授     |
| 第4任  | 鄭永福 | 2006/08/01-2009/07/31 | 北科大教務長         | 景文科大校長 | 北科大退休               |
| 第5任  | 鄭永福 | 2009/08/01-2012/07/31 | 景文科大校長         | 景文科大校長 | 連任                     |
| 第6任  | 鄭永福 | 2012/08/01-2015/07/31 | 景文科大校長         |              | 連任                     |
| 第7任  | 洪久賢 | 2015/08/01-2018/07/31 | 實踐大學教授         | 景文科大校長 | 曾任宏國德霖科技大學校長 |
| 第8任  | 洪久賢 | 2018/08/01-2021/07/31 | 景文科大校長         |              | 連任                     |
| 第9任  | 于第   | 2021/08/01-2024/07/31 | 景文科大教務長       |              |                          |
| 第10任 | 黃榮鵬 | 2024/08/01-2027/07/31 | 國立高雄餐旅大學教授 | 現任         | 曾任育達科技大學校長     |

## 學術單位
| 觀光餐旅學院 | 旅遊管理系 航空暨運輸服務管理組 休閒遊憩管理組 旅行業經營管理組（已停招） 觀光與餐旅管理碩士在職專班 | 餐飲管理系 廚藝組 管理組 烘焙組 | 旅館管理系 |

| 人文暨設計學院 | 視覺傳達設計系 時尚工藝組 視覺設計組 | 應用外語系 日文組 英文組 |
| 人文暨設計學院 | 語文中心                             | 藝文中心                 |

| 資訊科技與管理學院 | 行動商務與多媒體應用系    | 財務金融系（已停招） | 理財與稅務規劃系 | 會議展覽管理學士學位學程 |
| 資訊科技與管理學院 | 國際貿易系（已停招）      | 企業管理系           | 行銷與流通管理系 | 電競產業經營學士學位學程 |
| 資訊科技與管理學院 | 資訊與通訊系 碩士在職專班 | 資訊工程系           |                  |                          |

## 爭議事件
2016年10月四系所聯合舉辦迎新，但活動內容腥羶色等脫序行為，侵害新生權益，校方回應將通報性平會並組成調查小組調查。2018年7月新北地檢依強制罪嫌起訴帶主辦活動的7名學長學姐。

## 参閲
- 臺灣大專院校退場
- 發展典範科技大學計畫
- 獎勵大學教學卓越計畫

## 外部連結
- 景文科技大學 （页面存档备份，存于）
- 台灣景文科大旅館系成果發表　16家五星級飯店共襄盛舉 （页面存档备份，存于）
- 學術動態平台 （页面存档备份，存于）
- 景文科大辦首屆景show盃餐旅小達人競賽 （页面存档备份，存于）經濟日報